# Farnoldia micropsis
Farnoldia micropsis är en lavart som först beskrevs av Abramo Bartolommeo Massalongo, och fick sitt nu gällande namn av Hannes Hertel. Farnoldia micropsis ingår i släktet Farnoldia, och familjen Lecideaceae. Enligt den finländska rödlistan är arten otillräckligt studerad i Finland. Arten är reproducerande i Sverige. Artens livsmiljö är kalkstensklippor och kalkbrott, inklusive bar kalkjord.